# 巴格達迪亞電視台
巴格達迪亞電視台（阿拉伯语：‎）是獨立伊拉克資電視台，總部位於埃及開羅。是阿拉伯語頻道，被視為遜尼派頻道。2008年，其僱員敏達哈·扎伊迪在伊拉克巴格達向入侵伊拉克的美國總統喬治·沃克·布殊投擲雙鞋，雖然被布殊躲過，但已使電視台聲名大燥。扎伊迪更被視為英雄。